# Caisson (génie civil)
Pour les articles homonymes, voir Caisson.

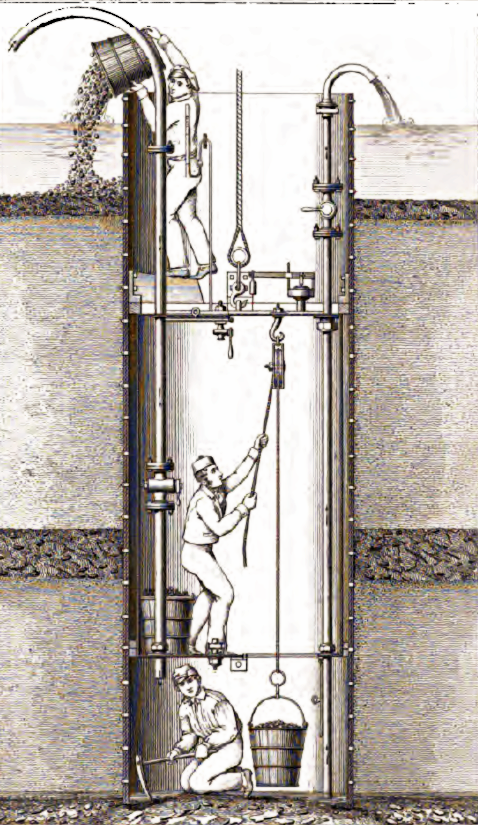
Vue en coupe d'un caisson ouvert, inventé par Jacques Triger en 1846.

En génie civil, un caisson, souvent appelé caisson à air comprimé lorsqu'il est en surpression, est une enceinte ouverte à sa partie inférieure, destinée au creusement de fondations profondes en terrain humide ou inondé, typiquement la fondation de piles de ponts en milieu de cours d'eau. Lorsqu'il fonctionne à l'air comprimé, le caisson s'utilise comme une cloche de plongée dotée de sas pour l'accès du personnel et l'évacuation des déblais. Il s'enfonce dans le sol au fur et à mesure que la fouille progresse. Il a été utilisé dans la construction du pont de Brooklyn.

## Historique
La technique du caisson à air comprimé, mise au point au milieu du XIXe siècle par Brunel et améliorée par Hersent (elle a servi aux fondations de la tour Eiffel, du pont Eads, etc.), a permis de limiter l'utilisation de batardeau, plus coûteux, mais a aussi généré de nombreux cas de maladie des caissons. Elle tend à disparaître, des technologies et des méthodes de travail plus sûres étant apparues depuis (palplanches, pieux, etc.).
L'ingénierie des caissons est utilisée au moins depuis le XVIIIe siècle, et a notamment été utilisée dans la construction du pont de Brooklyn, achevé en 1883 et en 1856 pour la fondation de la pile centrale du pont Royal Albert de Brunel à Saltash. achevé en 1859.

## Description
C'est une structure de soutènement étanche  utilisé, par exemple, pour travailler sur les fondations d'une pile de pont, pour la construction d'un barrage en béton, ou pour la réparation de navires.
Les caissons sont construits de manière que l'eau puisse être pompée, gardant ainsi l'environnement de travail sec. Lorsque les piles sont construites à l'aide d'un caisson ouvert et qu'il n'est pas pratique d'atteindre un sol approprié, des pieux à friction peuvent être enfoncés pour former une sous-fondation appropriée. Ces pieux sont reliés par un socle de fondation sur lequel le pilier de la colonne est érigé.